# Philippe Casado
Pour les articles homonymes, voir Casado.
Philippe Casado (né le 1er février 1964 à Oujda au Maroc et mort le 21 janvier 1995 à Baho dans les Pyrénées-Orientales) est un coureur cycliste français.

## Biographie
Professionnel de 1986 à 1994, il remporte notamment une étape du Tour d'Italie 1991 et porte le maillot rose sur une étape. Il meurt tragiquement lors d'une rencontre de bienfaisance d'une rupture d'anévrisme en plein match de rugby.
Une randonnée cyclotouriste est organisée en son souvenir chaque année par son premier club, le VC Saint Estève.

## Palmarès sur route

### Palmarès amateur
- Amateur
  - 1980-1982 : 38 victoires
- 1983
  - Championnat du Languedoc-Roussillon
- 1984
  - 3e du Tour du Haut-Languedoc
- 1985
  - 1re étape du Tour de Provence (contre-la-montre)
  - 1reb (contre-la-montre), 3e et 4eb étapes du Tour du Vaucluse
  - Prologue du Tour du Roussillon
  - 2e de La Pyrénéenne
  - 2e du Tour du Vaucluse
  - 2e du Tour du Roussillon

### Palmarès professionnel
- 1987
  - 4e étape du Tour de la Vienne
  - 2e étape de l'Étoile de Bessèges
  - 10e étape du Tour de la Communauté européenne
  - 3e de la Ronde des Pyrénées méditerranéennes
- 1988
  - 1re étape de la Milk Race
  - 3e de la Ronde des Pyrénées méditerranéennes
- 1989
  - 7e étape de la Milk Race (contre-la-montre par équipes)
- 1990
  - 2e du Tour de Vendée
- 1991
  - 1re étape du Tour d'Italie
- 1992
  - 2e du Grand Prix de Denain

## Résultats sur les grands tours

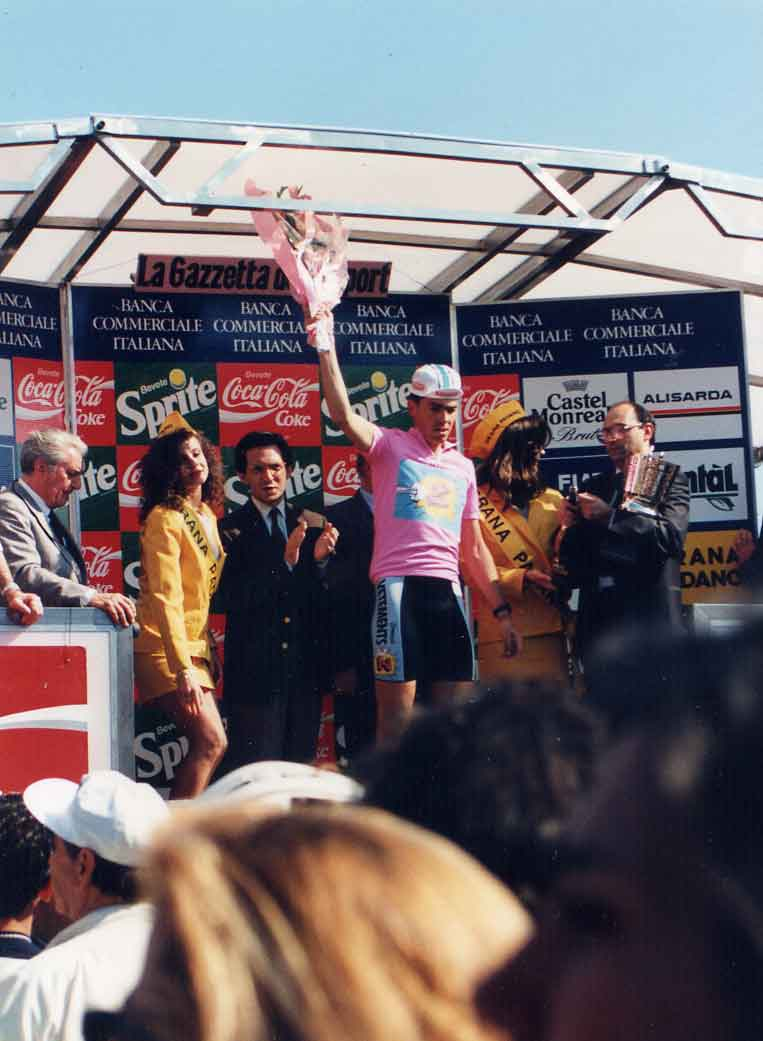
Philippe Casado, vainqueur de la première étape du Tour d'Italie 1991

### Tour de France
4 participations
- 1988 : 129e
- 1989 : 93e
- 1991 : 87e
- 1993 : 123e

### Tour d'Italie
4 participations
- 1990 : 67e
- 1991 : 76e, vainqueur de la 1re étape,  maillot rose pendant une étape
- 1992 : 33e
- 1993 : 81e

### Tour d'Espagne
1 participation
- 1994 : 118e

## Palmarès en cyclo-cross
- 1981-1982
  - Champion du Languedoc de cyclo-cross juniors
  - 2e du championnat de France de cyclo-cross juniors